# Eric Westwood
Eric Westwood (* 25. September 1917 in Manchester; † 2001) war ein englischer Fußballspieler, der vor allem als linker Verteidiger spielte. Er war einer der wenigen Spieler, die in ihrer Karriere sowohl für Manchester United als auch Manchester City spielten.

## Karriere
Westwood begann seine Karriere in den Jugendmannschaften von Manchester United. Im Jahr 1937 wechselte er zu Manchester City. Ab der Saison 1938/39 gehörte er zur ersten Mannschaft und spielte 30 Spiele.
Während des Zweiten Weltkriegs wurde er eingezogen und spielte nur 23 Spiele für City. Er diente unter anderem in der Normandie. Er spielte allerdings als Gast für den FC Chelsea, mit denen er 1944 sogar das War Cup Final gewann.
Nach dem Krieg setzte er seine Karriere bei Manchester City fort, wo er 1947 die Meisterschaft in der Football League Second Division gewann. Er spielte auch zweimal für die englische B-Nationalmannschaft.  Westwood verpasste in drei Spielzeiten nur drei Spiele für City. Als Manchester nach dem Krieg unter großem öffentlichem Protest den deutschen Fallschirmjäger Bert Trautmann als Torwart verpflichtete, unterstützte Westwood Trautmann und begrüßte ihn mit den Worten: Es gibt keinen Krieg in dieser Kabine.
Am Ende der Saison 1952/53, im Alter von 35 Jahren, verließ er City ablösefrei und wechselte für zwei Spielzeiten zum FC Altrincham, der zu dieser Zeit allerdings nicht in der englischen Profiliga spielte.